# 李察·京遜
李察·保羅·法蘭克·京遜（英語：Richard Paul Franck Kingson，1978年6月13日—），出生在阿克拉，是一名加納職業足球运动員，司職門將，現是自由身球員。他亦被稱為法魯克·居索伊（土耳其語：Faruk Gürsoy），由於他使用非正規的身份證明文件，導致他經常被誤稱為「京士頓」（Kingston）。

## 球會
1996年，京遜離開加納並前往土耳其，他在當地效力了六支不同的球隊，並且成為土耳其公民，採用了一個土耳其名稱法魯克·居索伊，這名稱源於法蘭·薩倫和邁爾斯·居索伊。1996年12月，他加盟其首支球隊加拉塔沙雷，但他從未上陣過。2004/05球季，他再度效力加拉塔沙雷時，由於藥檢不及格，而遭到停賽六場的處分。
京遜在瑞典球會哈馬比的三個月借用期結束後，他招來了其他歐洲球會的注意，其中包括阿爾堡、特拉維夫馬卡比和伯明翰，最終他選擇加盟伯明翰。2007年8月28日，他在聯賽盃第三圈對赫里福特聯的賽事中處子上陣。他在代理領隊艾力·伯蘭克唯一一場指揮以2-0的比分擊敗樸茨茅夫的賽事中於英超處子上陣。
球季結束後，班主之一的大衛·蘇利雲指責球會降班的原因是前領隊史提夫·布魯士所買入球員的質素不佳，京遜還被他冠上「完全是浪費空間」的污名。他感到失望並對大衛·蘇利雲的不公平對待表示憤怒，他說道：「一位有相當年齡的人，在他這種位置，發言應該是成熟的。作為其中一位班主，他有責任發表一些有風度的言論，並為年輕人樹立榜樣。」雖然，他的合約尚餘一年，但在2007/08球季結束後球會與他均同意提早解約。
2008年9月12日，京遜加盟前領隊史提夫·布魯士所執教的球隊韋根，並穿上號碼與代表加納上陣時的球衣一樣的22號。他在足總盃第三圈以1-3的比分不敵熱刺的賽事中首次正選上陣。2009年5月9日，他在對西布朗的賽事進行至10分鐘時後備入替傷出的基斯·卻克蘭而首次在英超上陣，他雖然撲出了基斯·布倫特主罰的十二碼，但被對方補射成功，最終球隊以1-3的比分落敗。
2009/10年球季結束後，京遜的合約屆滿而遭韋根放棄。在世界盃賽後，他於9月返回英格蘭加盟英超升班馬黑池，由於正選門將马修·基克斯受傷而獲得多場上陣機會，惟於季末球隊降班後被放棄。

## 國際賽
京遜是加納的正選門將，曾獲徵召出戰2006年世界盃、2008年非洲國家盃和2010年世界盃。
2006年世界盃期間，加納足球總會確認他的名字為Kingston，然而在他的球衣上的名稱卻用了正確串法，這一點受到他本人證實。
在加納舉行的2008年非洲國家盃中，京遜獲選為全明星門將。賽事最佳陣容是由技術研究小組經過仔細觀察全部賽事後所得出的決定。
2008年，京遜在以1-1逼和坦桑尼亞的友賽中攻入關鍵球。
作為正選門將和球隊隊長，他有助於領導加納隊打入2010年非洲國家盃決賽，並再次與埃及門將埃萨姆·哈达里入選全明星隊。
在南非舉辦的2010年世界盃期間，京遜在首場對有韋根隊友華迪米·史杜高域鎮守的塞爾維亞的賽事中保持不失球，使加納隊以1-0的比分擊敗對手。他在第二場對澳洲的賽事進行至11分鐘時出現失誤，使對手一度領先，最終雙方1-1打成平手。加納隊最後一場分組賽以0-1的比分不敵德國，但依然能夠晉級。在16強對美國的賽事，他的連番撲救，使球隊最終在加時以2-1的比分擊敗對手，他還獲選為土耳其航空賽事最佳球員。加納隊在八強戰遇上烏拉圭，最終在互射十二碼階段不敵對手而出局。

## 私生活
京遜是另一名加納國腳拉耶·金斯顿的兄長，由於拉耶·金斯顿的出生證明上錯誤將姓氏串錯，導致兩者的姓名串法有差異。京遜是歸化土耳其公民。

## 榮譽
加納
- 非洲國家盃亞軍：2010
- 非洲國家盃季軍：2008

## 外部連結
- （英文）足球数据库：李察·京遜的球员统计数据
- （英文）李察·京遜在National-Football-Teams.com的資料
- （英文）Birmingham City FC profile
- （英文）Turkish career at TFF （页面存档备份，存于）
- （英文）Wigan Athletic Profile